# Cantone di Vernon-Sud
Il Cantone di Vernon-Sud era una divisione amministrativa dell'arrondissement di Évreux.
A seguito della riforma approvata con decreto del 25 febbraio 2014, che ha avuto attuazione dopo le elezioni dipartimentali del 2015, è stato soppresso.

## Composizione
Comprendeva parte della città di Vernon e i comuni di
- Douains
- Houlbec-Cocherel
- La Heunière
- Mercey
- Rouvray
- Saint-Vincent-des-Bois